# Zbor circular

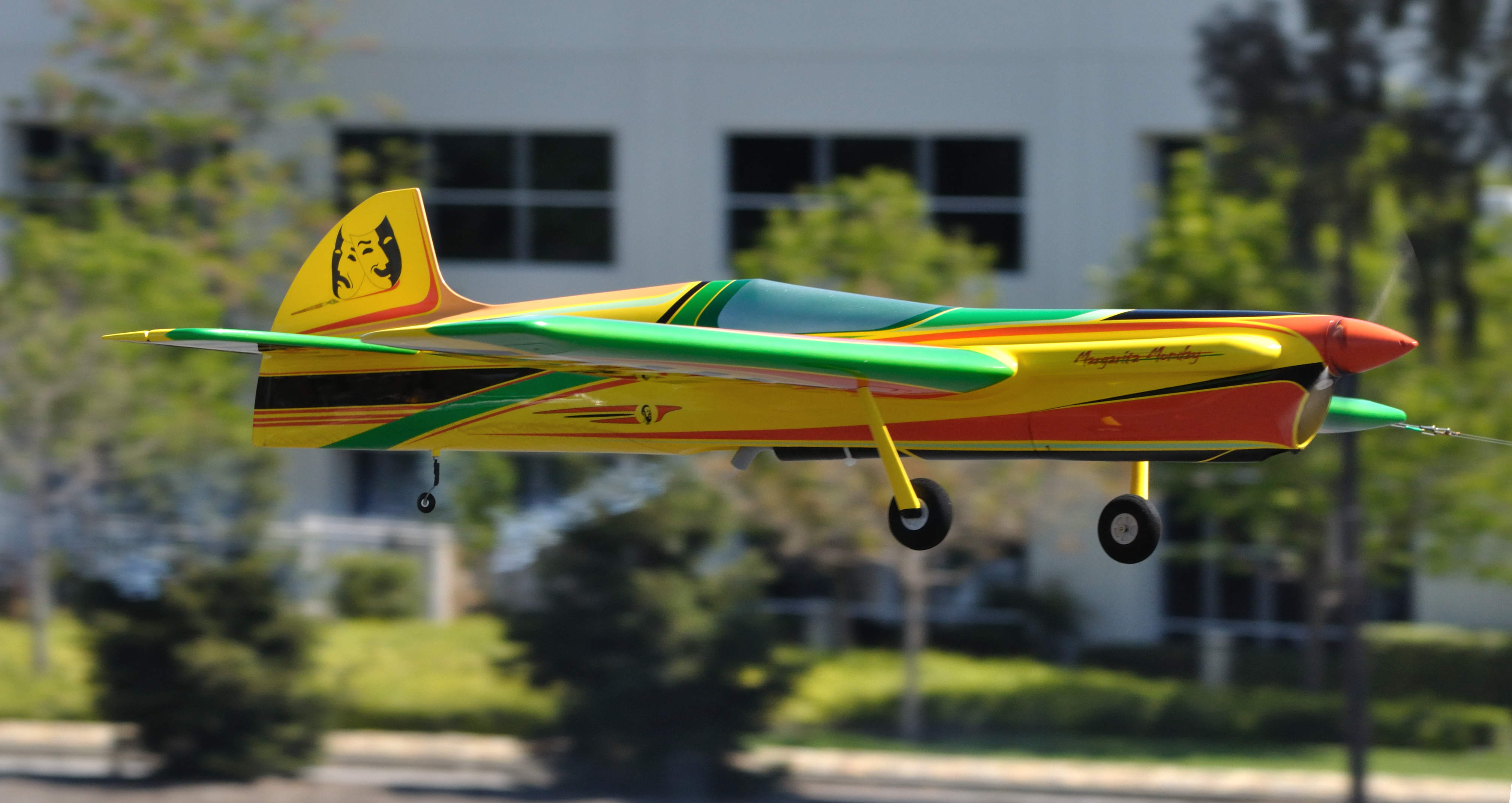
Zbor circular

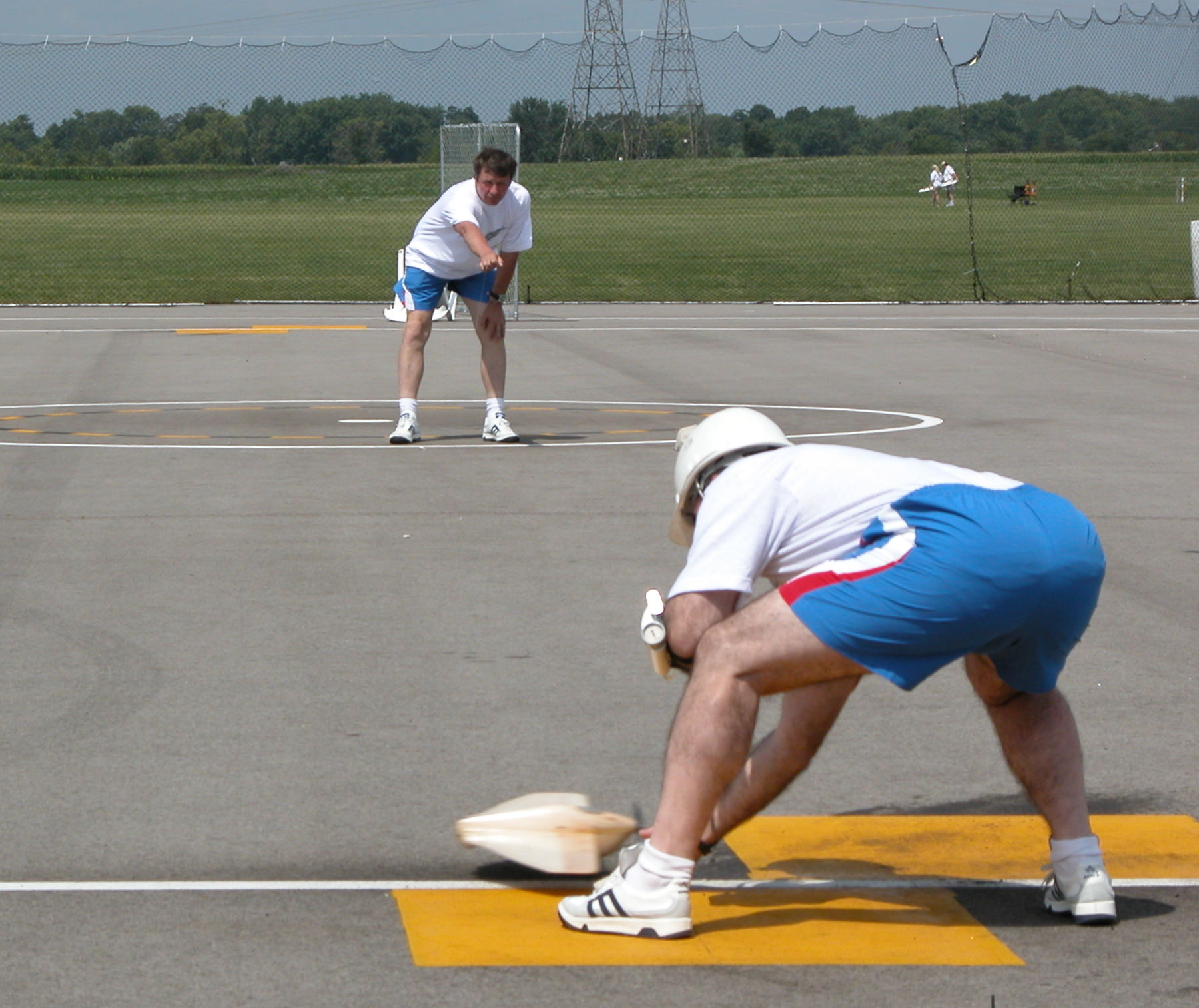
Pistă de zbor circular

Zborul circular (denumit și U-Control) e o metodă simplă și comodă de a controla în zbor aeromodele. Aeromodelul e pilotat printr-o pereche de cabluri conectate la o manșă a pilotului aflat în centrul câmpului de zbor, cu ajutorul căreia pilotul comandă profundorul și flapsurile. Acest lucru permite ca aeromodelul să zboare numai pe suprafata unei semisfere.